# Tour de l'Horloge (Castellane)
La tour de l'Horloge est une tour située à Castellane, en France.

## Localisation
La tour est située sur la commune de Castellane, dans le département français des Alpes-de-Haute-Provence.

## Historique
L'édifice est classé au titre des monuments historiques en 1920.